# Franciscus Maria Amandus van Schaeck Mathon

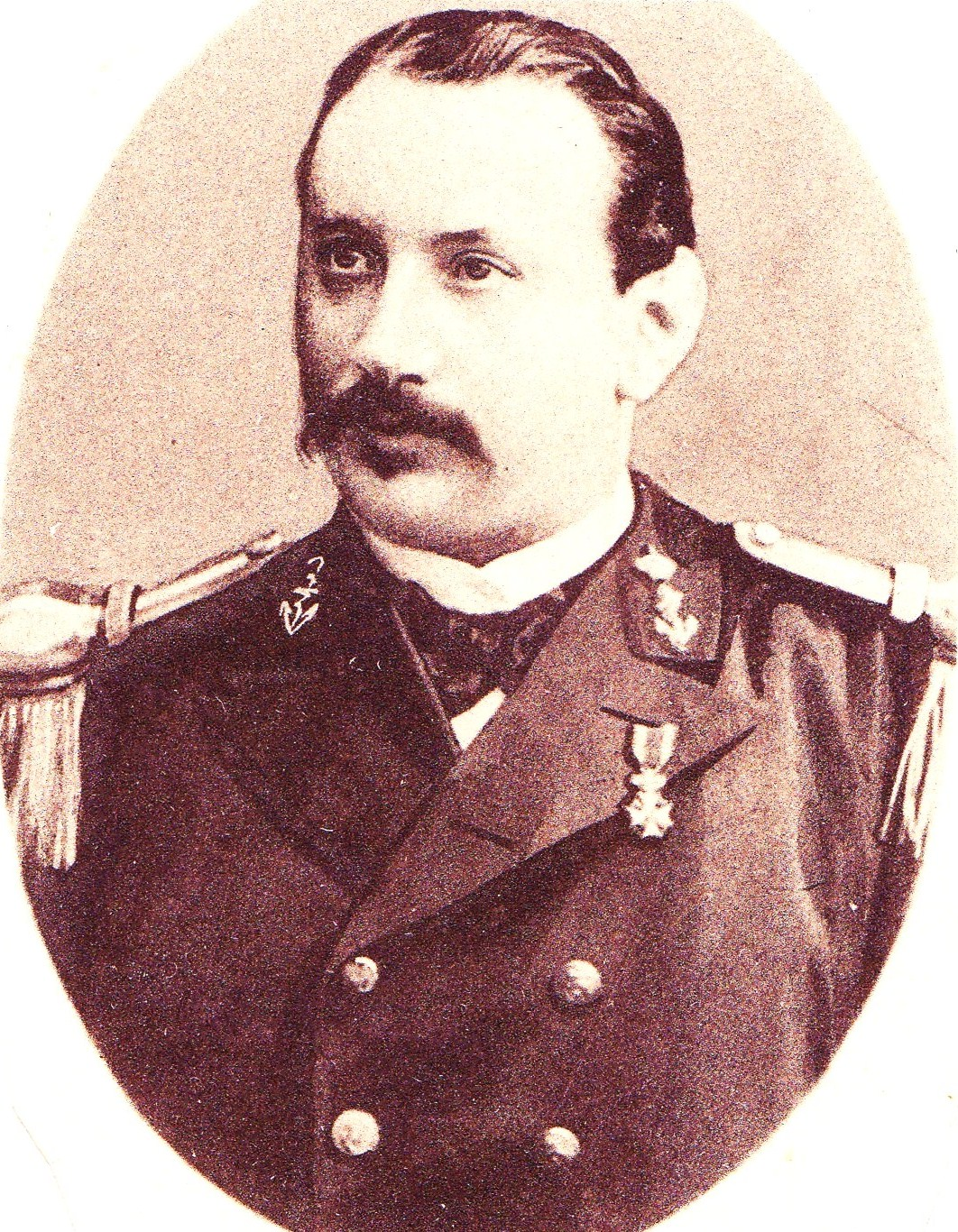
Franciscus Maria Amandus van Schaeck Mathon

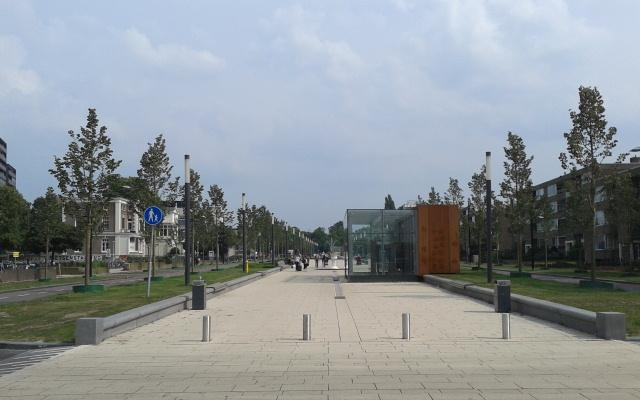
De naar F.M.A. van Schaeck Mathon vernoemde Van Schaeck Mathonsingel

Franciscus Maria Amandus van Schaeck Mathon (Hulst, 22 juli 1853 - Nijmegen, 21 september 1931) was een Nederlands zeeofficier en burgemeester van Nijmegen en Bergen op Zoom, onder meer ridder in de Militaire Willems-Orde. Geboren als Mathon, kreeg hij bij KB van 30 april 1898 toestemming de geslachtsnaam van Schaeck Mathon te dragen.

## Loopbaan
Van Schaeck Mathon begon zijn loopbaan als zeeofficier en in die hoedanigheid verkreeg hij de Militaire Willems-Orde vierde klasse en werd hem het recht verleend tot het dragen van de Atjeh-medaille 1873-1874. Hij verwierf het ridderkruis door zich in 1875 als adelborst 1e klasse, commandant van een gewapende sloep, na een hevig gevecht, meester te maken van twee grote vijandelijke prauwen op een rivier aan de Oostkust van Atjeh. Door een oogziekte, die later volkomen genas, was hij gedwongen de zeedienst te verlaten, waarna hij directeur werd van de Provinciale Stoombootdiensten in Zeeland en vervolgens zes jaar burgemeester van Bergen op Zoom (1892-1898), waarop zijn benoeming tot burgemeester van Nijmegen, met ingang van 15 december 1898, volgde (tot 1 september 1929).
Gedurende zijn burgemeesterschap groeide Nijmegen van 40.000 naar bijna 80.000 inwoners. In Nijmegen stichtte hij als burgemeester het van Schaeck-Mathon-Fonds dat tot doel had om behoeftige personen die zestig jaar zijn en zich verdienstelijk gemaakt hebben, een uitkering te geven. Dit fonds werd beheerd door de gemeente. Ook was hij de eerste President-Curator van de op 17 oktober 1923 geopende Katholieke Universiteit Nijmegen. Van Schaeck Mathon was ridder in de Orde van de Nederlandse Leeuw en commandeur in de Orde van Oranje Nassau. In Nijmegen werd de Van Schaeck Mathonsingel naar hem vernoemd. Van Schaeck Mathon overleed op 21 september 1931; te zijner ere werd te Nijmegen in de St. Canisiuskerk de plechtige mis opgedragen, waarna zijn stoffelijk overschot te Nijmegen ter aarde werd besteld. Aanwezig hierbij waren onder meer commissaris van de koningin in Gelderland Baron van Heemstra, burgemeester en wethouders van Nijmegen en verschillende vertegenwoordigers van de gemeente en universiteiten.

## Vernoemingen
De Van Schaeck Mathonsingel in het centrum van Nijmegen is naar hem vernoemd.
In Bergen op Zoom is de Burgemeester Mathonstraat naar hem vernoemd. 